# Андронікіан
Андронікіан (дав.-гр. Ἀνδρονικιανός) — ортодоксальний християнський філософ класичної давнини. Він написав дві книги з критикою Євномія Кизикського (сучасником якого вважається Андронікіан) і його відданість аріанству. Одна книга мала назву «Проти Євноміанів»; назву іншого тепер втрачено. Більше про нього нічого не відомо.